# Feste Obergentringen

Übersichtsplan der Feste Obergentringen

Die Feste Obergentringen (französisch Fort de Guentrange) ist eine um 1900 erbaute Befestigungsanlage im damals zum Deutschen Reich gehörenden Diedenhofen in Lothringen. Heute gehört die Anlage zu Thionville im Département Moselle, das im Nordosten Frankreichs liegt.

## Aufgabe

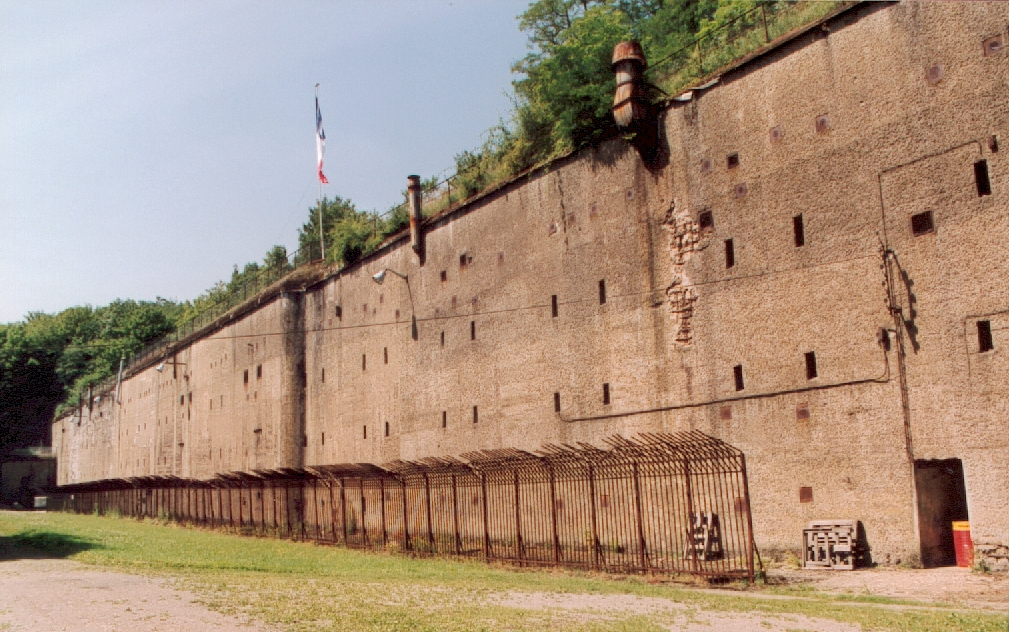
Hauptkaserne Obergentringen

Nach dem Deutsch-Französischen Krieg 1870/71 gelangten Teile von Elsass-Lothringen an das Deutsche Reich. Um diese neuen Gebiete zu sichern, wurden die schon von den Franzosen angelegten Festungen in den Städten Metz, Diedenhofen sowie Straßburg ausgebaut. Mit „Allerhöchster Kabinetts-Ordre“ vom 3. Dezember 1885 wurde Thionville zur Klasse der in erster Linie und unter allen Umständen zu erhaltenden und zu verstärkenden Festungen erklärt. Die Feste Obergentringen stellte den nördlichsten Punkt der für die Durchführung des Schlieffen-Plans sehr bedeutenden Moselstellung dar und wurde dementsprechend stark ausgebaut. Auf dem rechten Moselufer entstanden zusätzlich zwischen 1905 und 1911 die Feste Illingen und zwischen 1908 und 1914 die Feste Königsmachern.

## Planung und Errichtung
Am 3. Juni 1897 erging ein erster Vorschlag an das Kriegsministerium, die Höhe Obergentringen (318 m ü. NHN, 4 km nordöstlich der Mosel) zu befestigen. Es sollten vier Kompanien Infanterie und zwei Kompanien Fußartillerie untergebracht werden. Als Hauptbewaffnung waren zunächst Schirmlafetten vorgesehen. Am 5. April 1899 erfolgte der Baubeginn. Zwischenzeitlich hatte man die Planung auf zwei Panzerbatterien zu je vier Panzerdrehtürmen abgeändert. Vom 10. bis zum 12. Dezember 1900 wurde die Panzerbatterie Süd eingeschossen, entsprechend die Batterie Nord zwischen dem 17. und 19. Juni 1901. Schließlich fand die Übergabe der Feste in die laufende Unterhaltung am 1. April 1906 statt. Die Erfahrungen aus dem Russisch-Japanischen Krieg – hier besonders die Kämpfe um die Festung Port Arthur – machten einen weiteren Ausbau notwendig, um die Gesamtanlage noch besser gegen Infanterieangriffe zu schützen. Von 1912 bis 1916 entstand daher ein zweiter Drahtverhau mit fünf Grabenstreichen. Umfangreiche Rodungs- und Entwässerungsmaßnahmen auf der Anhöhe gingen dem Bau der riesigen Anlage von etwa 45 ha voraus. Häufige Erdrutsche machten zusätzliche Abstützungsbauten notwendig, was die Gesamtkosten stark in die Höhe trieb. Letztlich wurden über 17 Millionen Goldmark investiert.

## Aufbau der Anlage

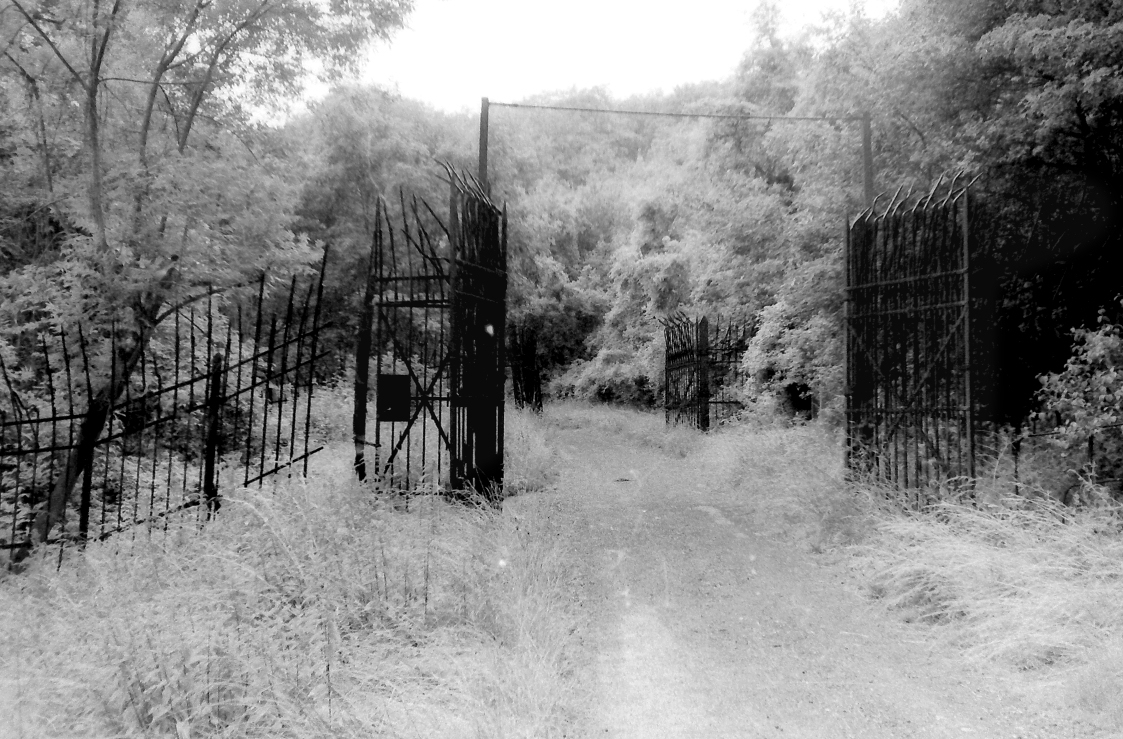
Äußerer Metallzaun, 1978

Als Feste stellt Obergentringen einen ganz speziellen, in Deutschland entwickelten Festungstyp dar. Kernstück der Anlage ist die Haupt- oder Kriegskaserne. Mit 140 m Länge, 15 m Höhe und 20 m Breite war sie das größte im deutschen Festungsbau bis 1914 errichtete Gebäude. Drei Stockwerke boten Platz für über 1100 Soldaten. Im Erdgeschoss befindet sich die Kraftzentrale. Acht Deutz-Dieselölmotoren (1 Zylinder, 25 PS bei 120/min) mit 110-V-Gleichstromlichtmaschinen erzeugten die elektrische Energie für die Versorgung der Gesamtanlage mit Beleuchtung, Be- und Entlüftung sowie der Küchengeräte. Des Weiteren war hier eine große kohlebefeuerte Heizungsanlage installiert. Der I. Stock bestand neben Unterkünften aus einer Krankenabteilung mit OP-Saal, einem Baderaum sowie der Kommandozentrale der Festen. Der Hauptteil der Mannschaften war im II. Stock untergebracht. Die Soldaten schliefen dort in Hängematten. Schließlich befanden sich im Keller noch Klärgruben und drei riesige Zisternen für die Wasserversorgung. Der gesamte Gebäudekomplex ist in den natürlichen Hang hineingebaut, sichtbar ist somit nur die 3 m dicke Betondecke sowie die Rückfront. Diese bestand zunächst nur aus einer 1,5 m starken gemauerten Wand mit etwa 80 cm breiten Fensteröffnungen, die durch eiserne Läden gegen Beschuss gesichert wurden. Erst in der zweiten Bauphase hat man die Rückfront bis auf wenige Lüftungsöffnungen mit einer doppelten Betonwand verschlossen. Die Kriegskaserne nahm vor allem die Fußartillerie sowie Pionier-, Nachrichten- und Versorgungstruppen auf.

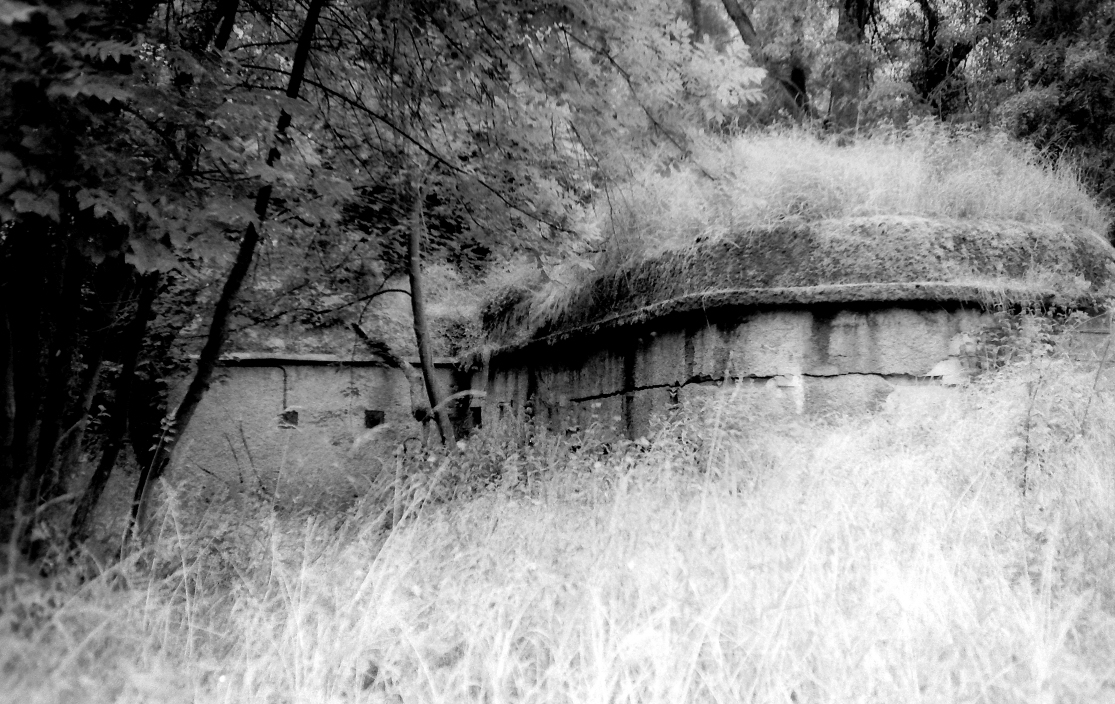
Stark überwuchertes Befestigungswerk, vermutlich Grabenstreiche, 1978

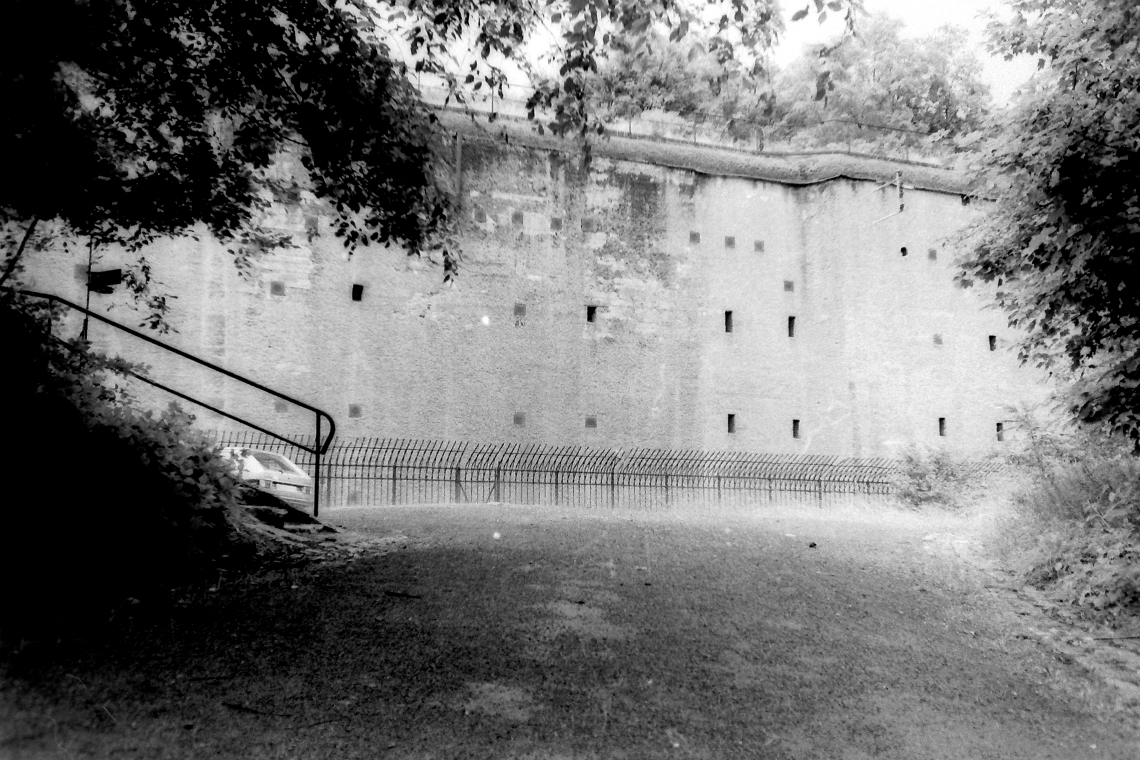
Fassade der Kriegskaserne mit noch intaktem Metallzaun, 1978

Zwei zusätzlich errichtete Kasernen im Nord- sowie im Südteil der Anlage konnten jeweils etwa 270 Mann Infanterietruppen aufnehmen. Auch dort gab es entsprechende Versorgungsräume und Zisternen.

Ebenfalls im Nord- und Südteil verteilt sind zwei Panzerbatterien mit je vier Geschütztürmen. Die hier zuerst eingebaute 10-cm-Kanone mit 2 m langem Rohr (Kz. 10 cm P.T.) hatte eine Reichweite zwischen 7750 und 9700 m bei einer Feuergeschwindigkeit von etwa neun Schuss pro Minute. Das Gesamtgewicht eines Turms (ca. 3 m Durchmesser mit 15 cm starker Stahlpanzerung) mit dem Vorpanzer lag bei über 60 t. Die Decke sowie die feindseitige Wand besteht aus drei Meter Beton.

Die Gesamtanlage umgab ein etwa 30 m breiter Stacheldrahtverhau. Dahinter sind im Gelände sieben Bereitschaftsräume mit je einem gepanzerten Beobachtungsstand für die Alarmeinheiten verteilt. Diese sowie die drei Kasernen und die zwei Batterien sind durch unterirdische Gänge miteinander verbunden. In der zweiten Bauphase wurde die Feste erheblich ausgebaut, um sie gegen Infanterieangriffe noch besser zu schützen. Drei zusätzliche Bereitschaftsräume kamen vor den Drahtverhau und mehrere betonierte Laufgräben wurden errichtet. Je eine Kasematte für eine Schnellfeuerkanone im Nord- und Südteil verbesserten den Flankenschutz. Vor allem aber legte man vor den bereits vorhandenen einen zweiten etwa 2500 m langen und ebenfalls 30 m breiten Stacheldrahtgürtel an. Dieser wurde an den Eckpunkten durch fünf betonierte Grabenstreichen mit ein oder zwei schweren Maschinengewehren geschützt. Eine sechste deckte nun zusätzlich die Rückfront der Hauptkaserne. Die Streichen sind mit einem gepanzerten Beobachtungsstand sowie einem ausfahrbaren Mast mit Scheinwerfer zur Vorfeldbeleuchtung ausgerüstet. Alle neu erbauten Befestigungsteile wurden an das bereits vorhandene unterirdische Gangsystem angeschlossen. Es weist nun eine Länge von etwa 1,8 km auf. Kaiser Wilhelm II. besuchte die Feste bis 1914 drei Mal.

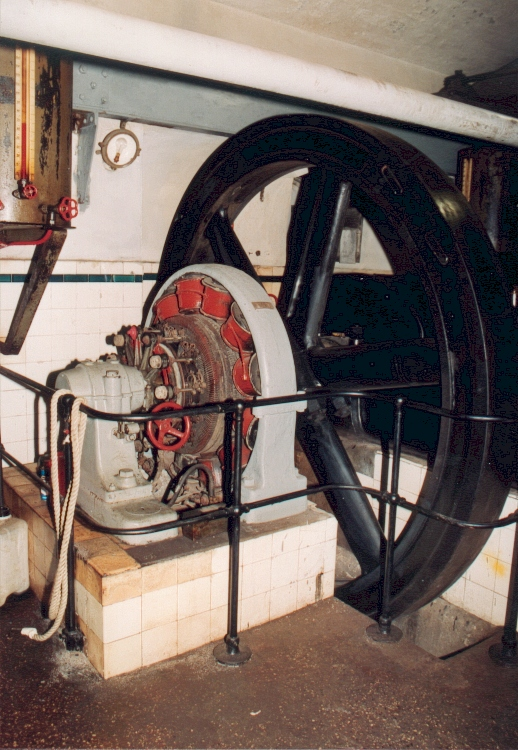
Lichtmaschine im Inneren der Hauptkaserne (110 V Gleichstrom)

Nach dem verlorenen Ersten Weltkrieg ging die Anlage völlig unbeschadet in den Besitz der Franzosen über. Eine Kommission untersuchte und bewertete die Feste als den eigenen französischen Werken weit überlegen. Eine Vielzahl der technischen Neuerungen daraus fanden später beim Bau der Maginot-Linie Verwendung. Zwischen 1932 und 1934 tauschten die Franzosen die acht kurzen Geschützrohre gegen die 3,20 m lange Version aus, damit die Feste mit der dadurch auf etwa 13100 m gesteigerten Reichweite ihrer Geschütze die Befestigungsanlagen der Maginot-Linie in Metrich und im Wald von Cattenom abdecken konnte. Die ursprünglich deutschen Kanonen verschossen nun die französischen 105-mm-Granaten. Als letzte Baumaßnahme überhaupt erfolgte 1939 noch der Anschluss an das öffentliche Stromnetz.

## Besatzung und Kriegseinsatz
Insgesamt (es liegen dazu unterschiedliche Angaben vor) war die Feste für eine Kriegsbesatzung von etwa 2000 Mann ausgelegt. Nachweislich befanden sich 1902 die 8. und 9. Kompanie des 8. Rheinischen Fußartillerie-Regiments auf der Feste Obergentringen. Von 1907 bis 1912 dann Teile des III. Bataillon dieses Regiments. Als eigentliche Kriegsbesatzung für den Ersten Weltkrieg zogen anschließend Teile des II. Bataillon des 16. Lothringischen Fußartillerie-Regiments ein. Bereits 1915 wurden die einzelnen Kompanien jedoch nach und nach an die Front abkommandiert. Bis zum Kriegsende – die Feste war also im Ersten Weltkrieg an keinerlei Kampfeinsätzen beteiligt – verblieb nur eine kleine Wachmannschaft auf der Anlage.

In den 1930er-Jahren gehörte die Feste zum Festungssektor Thionville der Maginot-Linie. Teile des 168. RIF (Infanterie) und die 4. Batterie des 151. RAP (Artillerie) waren dort stationiert. Im Zweiten Weltkrieg gab die französische Besatzung am 14. Juni 1940 die Anlage auf, ohne allerdings zuvor die Geschütze unbrauchbar gemacht zu haben. Deutsche Kanoniere konnten so kurz danach noch mit den beiden Panzerbatterien die Maginot-Werke Immerhof und Soetrich unter Feuer nehmen. Auch gegen Ende der deutschen Besatzungszeit kam es zu keinerlei Kämpfen um die Festung. Am 12. September 1944 stellten die deutschen Truppen links der Mosel jeden Widerstand um Thionville ein. Die vorher in Obergentringen stationierten Teile der 559. Volksgrenadier-Division wurden kurz vor der Sprengung der Moselbrücke abgezogen. Das II. Bataillon der 357. US-Infanterie-Regiments besetzte daraufhin die Feste. Am nächsten Tag gelang den US-Truppen der Vorstoß bis an die luxemburgische Grenze. Wegen anhaltender Kämpfe um die Festung Metz mussten dann aber mehrere Einheiten aus dem Großraum Thionville abgezogen und nach dort verlegt werden. Durch diese Schwächung war nun jedoch eine mögliche Wiederbesetzung von Obergentringen durch deutsche Truppen denkbar. Deshalb sprengten amerikanische Pioniere alle acht Geschütztürme bzw. die Geschützrohre der Panzerbatterien.

## Die Festung heute

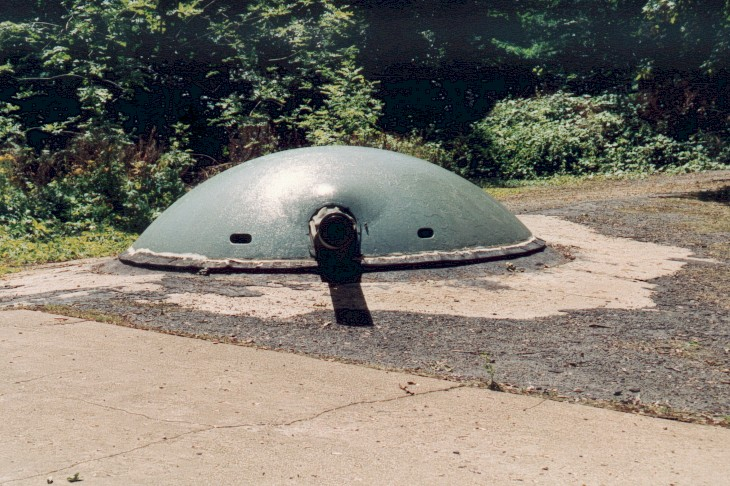
Restauriertes Turmgeschütz

Nach dem Zweiten Weltkrieg fanden keine Instandsetzungsarbeiten an den Geschützen statt, sondern das französische 25. Artillerie-Regiment nutze die Feste bis 1971 nur noch als Munitionsdepot. Die Anlage blieb anschließend ungenutzt und die Vegetation breitete sich mehr und mehr aus. Erst seit Juli 1986, nachdem eine private Vereinigung in ganz erheblichem Umfang Rodungsarbeiten durchgeführt hatte, kann die Festung besucht werden. In der Hauptkaserne ist ein Museum eingerichtet. Das Kraftwerk, die Heizungsanlage, die Küche sowie ein Turmgeschütz wurden restauriert. 2009 ist das Gelände wieder stark zugewuchert und überwachsen.